# Dr.Jose Chameleone
Dr.Jose Chameleone（ホセ・カミリオン。本名：Joseph Mayanja、1979年4月30日 - ）はウガンダ・ジンジャ出身の歌手である。アフロビート（アフロポップ）、ダンスホールレゲエ、ウガンダの民俗音楽や中央アフリカのリンガラ、又はZouk等のスタイルで音源をリリースしている。レーベル“Leone Island”(2005 - 2014) のオーナーでもあった。

音楽活動をするWeasel (Goodlyfe Crew)、Pallaso、AK47 (2015年死亡)の3人は実弟。

## 音楽キャリア
1996年にカンパラのナイトクラブでDJとして音楽活動をスタートさせた。その後隣国ケニアのレーベル OGOPA DJsと契約し、アルバム“Bogeya”をリリース。当地のアーティスト Redsanをフィーチャーした曲は彼のブレイクを支える一曲となった。同曲を含むアルバムを2000年にリリースし、その後2014年までに14枚のスタジオアルバムをリリースしている。
アフリカ各地やジャマイカのアーティストとも多く共演している。